# Lisnîi Hlibîciîn, Colomeea
Lisnîi Hlibîciîn (în ucraineană Лісний Хлібичин) este localitatea de reședință a comunei Lisnîi Hlibîciîn din raionul Colomeea, regiunea Ivano-Frankivsk, Ucraina.

## Demografie
Componența lingvistică a localității Lisnîi Hlibîciîn
     Ucraineană (99,83%)
     Alte limbi (0,17%)
Conform recensământului din 2001, majoritatea populației localității Lisnîi Hlibîciîn era vorbitoare de ucraineană (99,83%), existând în minoritate și vorbitori de alte limbi.